# Perindopril
Perindopril ist eine chemische Verbindung die strukturell mit der Verbindung Enalapril verwandt ist und wie diese ein ACE-Hemmer ist.

## Gewinnung und Darstellung
Perindopril kann durch die Kopplung von (2S,3aS,7aS)-Octahydroindol-2-carbonsäurebenzylester mit N-[(S)-1-Carboxybutyl]-(S)-alaninethylester, gefolgt von der Entschützung der Carboxygruppe des Heterocyclus durch katalytische Hydrierung, gewonnen werden.

## Pharmakodynamik
Perindopril gehört wie auch Ramipril, Captopril, Enalapril, Lisinopril und Zofenopril der Klasse der ACE-Hemmer an. ACE ist ein Enzym, das die Umwandlung von Angiotensin I zu Angiotensin II katalysiert. Angiotensin II wirkt zum einen direkt und zum anderen auch indirekt vasokonstringierend durch Freisetzung von Catecholaminen aus dem Nebennierenmark, durch Erleichterung der Noradrenalin-Freisetzung und durch Erhöhung des Sympathikustonus. Diese Faktoren tragen alle zu einer Blutdrucksteigerung bei. Weiterhin bedingt Angiotensin II die Freisetzung von Aldosteron, auch bekannt als „Dursthormon“. Daher bedingt eine ACE-Hemmung zusätzlich eine schwache diuretische Wirkung. Die Verbindung ist ein Prodrug-Ester von Perindoprilat.

## Verwendung
Perindopril ist ein Wirkstoff, der zur Therapie der arteriellen Hypertonie (Bluthochdruck), der Herzinsuffizienz (Herzmuskelschwäche) und zur Prophylaxe kardiologischer Erkrankungen eingesetzt wird. Das Patent auf den Arzneistoff ist 2003 abgelaufen.